# 아론스 보골루보프스
아론스 보골루보프스(라트비아어: Ārons Bogoļubovs, 1938년 12월 30일 ~ )는 라트비아의 유도 선수로 1964년 하계 올림픽에 참가했다. 그는 유대인이다. 그는 1964년 도쿄 하계 올림픽 유도 라이트급 부문에서 동메달을 획득했다.

## 인물 정보
아론스 보골루보프스는 레닌그라드에서 태어났다. 그는 1952년에 유도를 시작했다.
그는 질병으로 1962년 유럽 선수권 대회를 놓쳤지만 다음 해 유럽 선수권 대회에서 우승했다. 그는 1964년 도쿄 하계 올림픽 라이트급에 참가했다. 그는 그 대회에서 동메달을 땄다.
그는 1965년 유럽 유도 선수권 대회에서 우승했다. 그는 1966년 유럽 선수권 대회에서 3위를 한후 은퇴했다.
그는 레닌그라드 교육학 연구소를 졸업했다.
그는 1995년 이후 함부르크에서 살고있다.